# Mesophelliaceae
Mesophelliaceae is een familie van schimmels uit de orde Hysterangiales.

## Geslachten
De volgende geslachten behoren tot de familie:
- Andebbia
- Castoreum
- Chondrogaster
- Gummiglobus
- Gummivena
- Malajczukia
- Mesophellia
- Nothocastoreum